# Bosjön (Horreds socken, Västergötland)
Bosjön är en sjö i Marks kommun i Västergötland och ingår i Viskans huvudavrinningsområde. Sjön har en area på 0,0575 kvadratkilometer och ligger 92,4 meter över havet.

## Delavrinningsområde
Bosjön ingår i det delavrinningsområde (635902-129567) som SMHI kallar för Ovan Albäcken. Medelhöjden är 53 meter över havet och ytan är 8,46 kvadratkilometer. Räknas de 99 avrinningsområdena uppströms in blir den ackumulerade arean 2 027,71 kvadratkilometer. Avrinningsområdets utflöde Viskan mynnar i havet. Avrinningsområdet består mestadels av skog (56 procent) och jordbruk (35 procent). Avrinningsområdet har 0,16 kvadratkilometer vattenytor vilket ger det en sjöprocent på 1,9 procent.